# مارات سافین
مارات سافین (به روسی: Мара́т Муби́нович Са́фин) (زاده ۲۷ ژانویهٔ ۱۹۸۰ - مسکو) تنیس‌باز اهل کشور روسیه است.
سافین در مسابقات بین‌المللی مهمی شرکت کرده است که می‌توان به کسب قهرمانی در مسابقات تنیس آزاد استرالیا ۲۰۰۵ و مسابقات تنیس آزاد آمریکا ۲۰۰۰ اشاره کرد، بهترین رتبه وی در رتبه‌بندی جهانی تنیس ۱ (۲۰ نوامبر ۲۰۰۰) بوده است.